# Moissy-Cramayel
Moissy-Cramayel ist eine französische Gemeinde mit 18.498 Einwohnern (Stand 1. Januar 2022) im Département Seine-et-Marne in der Region Île-de-France in der Nähe von Paris. Die Einwohner der Gemeinde nennen sich Moisséens.

## Verkehr und Wirtschaft
Moissy-Cramayel ist an die RER D angebunden.
Moissy-Cramayel liegt an der Autoroute A5 und der Francilienne. 2017 eröffnete Zalando hier ein Logistikzentrum.

## Nachbargemeinden
| - Lieusaint - Combs-la-Ville - Cesson | - Savigny-le-Temple - Réau - Évry-Grégy-sur-Yerre |

## Geschichte
Früher hieß die Stadt Moissy-l'Evesque. Im Jahre 1643 wurde das Dorf an den Herrn von Cramayel (Graf von Cramayel) verkauft und nahm den Namen Moissy-Cramayel an. Der Begriff Moissy kommt vom französischen Wort moisson für Ernte. Momentan gehört das Stadtgebiet zur Ville nouvelle Sénart.
| 1970  | 1980  | 1990   | 2000   | 2004   |
| ----- | ----- | ------ | ------ | ------ |
| 2 600 | 4 000 | 12 800 | 14 969 | 16 375 |

## Sehenswürdigkeiten
Siehe auch: Liste der Monuments historiques in Moissy-Cramayel
- Pyramide de Cramayel, ein etwa 25 m hoher Obelisk aus Stein, 1767 von Monsieur Fontaine errichtet, Châtelain de Cramayel, um seinen 20. Hochzeitstag zu feiern.
- Das Schloss von Lugny (14. Jahrhundert) sowie dessen Park (1785)

## Partnerstädte
- Rosenfeld, Deutschland  (1971)
- Rosso, Mauretanien (1986)
- Bușteni, Rumänien (1993)